# Chango Carmona
Chango Carmona (oryginalnie Eudibiel Guillen Chapin ur. 29 września 1944 w Meksyku) – meksykański bokser, zawodowy mistrz świata kategorii lekkiej.
Rozpoczął karierę boksera zawodowego w 1964. W 1967 został zawodowym mistrzem Meksyku w wadze lekkiej, ale w tym samym roku stracił ten tytuł. W 1968 wygrał przez techniczny nokaut w 4. rundzie z weteranem, byłym mistrzem świata Joe Brownem. W następnym roku przegrał z Frankiem Narvaezem i pokonał m.in. przyszłego mistrza świata w wadze junior półśredniej Alfonso Frazera. Przegrał również przez techniczny nokaut z Sugarem Ramosem. W 1970 odzyskał tytuł mistrza Meksyku w wadze lekkiej, który posiadał do 1972, kiedy to został mistrzem świata. W 1971 pokonał go Ismael Laguna.
1972 był najlepszym rokiem w karierze Carmony. Najpierw pokonał groźnych Masatakę Takayamę i Jimmy'ego Robertsona, a 15 września w Los Angeles wygrał przez techniczny nokaut w 8. rundzie z Mando Ramosem i odebrał mu tytuł mistrza świata wagi lekkiej federacji WBC. W pierwszej obronie tego pasa uległ swemu rodakowi Rodolfo Gonzálezowi 10 listopada tego roku przez poddanie w 12. rundzie. W 1973 stoczył tylko dwie walki, obie przegrane, w 1974 nie walczył w ogóle, a w 1975 pokonał dwóch mało znanych przeciwników.
Później podjął pracę jako funkcjonariusz policji w Acapulco. Tam stoczył ostatnią swą walkę w 1979. Od 1993 mieszka w Los Angeles, gdzie trenował młodych bokserów.